# Christoph Bann
Christoph Bann (* 8. Mai 1995) ist ein österreichischer Fußballspieler.

## Karriere
Bann begann seine Karriere beim USV Köstendorf. Zwischen 2006 und 2009 spielte er in Deutschland bei Wacker Burghausen. 2009 ging er in die AKA Salzburg. 2012 wechselte er zur Zweitmannschaft der Union Vöcklamarkt. Im Sommer 2013 wechselte er zum Drittligisten TSV Neumarkt, bei dem er nebenbei auch als Nachwuchstrainer in Erscheinung trat. Nach zwei Jahren in Neumarkt am Wallersee wechselte er zum Profiklub SV Austria Salzburg. Nachdem er zuvor öfters im Kader gestanden war, gab er im April 2016 gegen den SKN St. Pölten sein Profidebüt.
Im Sommer 2016 kehrte er nach Deutschland zu seinem Jugendklub Wacker Burghausen zurück. Im Sommer 2018 kam er zum USK Anif in die drittklassige österreichische Regionalliga West und wechselte in der Winterpause 2019/20 weiter zum Salzburger AK 1914. Beim SAK absolvierte er allerdings nur einige Vorbereitungsspiele und kam danach in keinem Pflichtspiel zum Einsatz, da der Spielbetrieb aufgrund der COVID-19-Pandemie vorzeitig abgebrochen wurde. Innerhalb der Drittklassigkeit wechselte er in weiterer Folge im Sommer 2020 zum SV Austria Salzburg, bei dem er schon Jahre zuvor aktiv gewesen war.